# Saint-Sauveur-sur-Tinée
Saint-Sauveur-sur-Tinée (San Salvaour v lokalnem dialektu gavot) je naselje in občina v jugovzhodnem francoskem departmaju Alpes-Maritimes regije Provansa-Alpe-Azurna obala. Leta 2006 je naselje imelo 346 prebivalcev.

## Geografija
Kraj leži v pokrajini Provansi ob reki Tinée, 64 km severno od središča departmaja Nice. Nahaja se znotraj francoskega narodnega parka Mercantour. Severovzhodno od njega teče po grebenu Primorskih Alp francosko-italijanska meja.

## Administracija
Saint-Sauveur-sur-Tinée je sedež istoimenskega kantona, v katerega so poleg njegove vključene še občine Clans, Ilonse, Marie, Rimplas, Roubion, Roure in Valdeblore z 2.106 prebivalci.
Kanton je sestavni del okrožja Nica.